# Tabre
Tabre település Franciaországban, Ariège megyében. Lakosainak száma 342 fő (2022. január 1.). Tabre Aigues-Vives, Esclagne, Laroque-d’Olmes, Limbrassac és Pradettes községekkel határos.

## Népesség
A település népessége az elmúlt években az alábbi módon változott:
| Lakosok száma | 42   | 299  | 436  | 362  | 364  | 376  | 368  | 354  | 352  | 342  |
|               | 1968 | 1982 | 1990 | 2006 | 2013 | 2015 | 2017 | 2019 | 2020 | 2022 |